# Karl-Heinz Metzner
Karl-Heinz Metzner (ur. 9 stycznia 1923 w Kassel, zm. 25 października 1994 w Kassel) – niemiecki piłkarz występujący na pozycji pomocnika.

## Kariera klubowa
Metzner karierę rozpoczynał jako junior w klubie Tuspo 89/09 Kirchditmold. W karierze seniorskiej był graczem klubów VfL Kassel oraz Hessen Kassel, gdzie w 1961 roku zakończył karierę.

## Kariera reprezentacyjna
W reprezentacji Niemiec Metzner zadebiutował 28 grudnia 1952 w zremisowanym 2:2 meczu z Hiszpanią. Po raz drugi i jednocześnie ostatni w kadrze zagrał 11 października 1953 w wygranym 3:0 spotkaniu eliminacji mistrzostw świata 1954 z Saarą. W 1954 roku został powołany do kadry na mistrzostwa świata. Nie zagrał na nich ani razu, a Niemcy wygrali tamten turniej.